# Țiriac Foundation Trophy 2023 - Doppio
Il doppio femminile del torneo di tennis professionistico Țiriac Foundation Trophy 2023, facente parte della categoria WTA 125 nell'ambito del WTA 125 2023, si è giocato dall'11 al 17 settembre 2023 a Bucarest, in Romania. Aliona Bolsova e Andrea Gámiz erano le campionesse in carica, ma entrambe hanno scelto di partecipare al concomitante torneo di Lubiana.
In finale Angelica Moratelli e Camilla Rosatello hanno sconfitto Valentini Grammatikopoulou e Anna Sisková con il punteggio di 7-5, 6-4.

## Teste di serie
1. Anna Bondár /  Kimberley Zimmermann (quarti di finale)

1. Irina Chromačëva /  Valerija Strachova (semifinale)

## Wildcard
1. Ilinca Amariei /  Anca Todoni (quarti di finale)

## Alternate
1. Marie Benoît /  Alexandra Cadanțu-Ignatik (quarti di finale)

## Tabellone

### Legenda
| - Q = Qualificato - WC = Wild card - LL = Lucky loser | - ALT = Alternate - SE = Special Exempt - PR = Protected Ranking | - w/o = Walkover - r = Ritirato - d = Squalificato |

|  | Quarti di finale | Quarti di finale             | Quarti di finale             | Quarti di finale | Quarti di finale |  |  | Semifinali | Semifinali                   | Semifinali                   | Semifinali                              | Semifinali                              |   |   | Finale | Finale                               | Finale                               | Finale | Finale |  |
|  |                  |                              |                              |                  |                  |  |  |            |                              |                              |                                         |                                         |   |   |        |                                      |                                      |        |        |  |
|  | 1                | A Bondár K Zimmermann        | A Bondár K Zimmermann        | 1                | 3                |  |  |            |                              |                              |                                         |                                         |   |   |        |                                      |                                      |        |        |  |
|  |                  | A Mitu F Stollár             | A Mitu F Stollár             | 6                | 6                |  |  |            | A Mitu F Stollár             | A Mitu F Stollár             | 3                                       | 4                                       |   |   |        |                                      |                                      |        |        |  |
|  | WC               | I Amariei A Todoni           | I Amariei A Todoni           | 1                | 1                |  |  |            | A Moratelli C Rosatello      | A Moratelli C Rosatello      | 6                                       | 6                                       |   |   |        |                                      |                                      |        |        |  |
|  |                  | A Moratelli C Rosatello      | A Moratelli C Rosatello      | 6                | 6                |  |  |            |                              |                              |                                         |                                         |   |   |        | Angelica Moratelli Camilla Rosatello | Angelica Moratelli Camilla Rosatello | 7      | 6      |  |
|  |                  | V Grammatikopoulou A Sisková | V Grammatikopoulou A Sisková | 6                | 6                |  |  |            |                              |                              | Valentini Grammatikopoulou Anna Sisková | Valentini Grammatikopoulou Anna Sisková | 5 | 4 |        |                                      |                                      |        |        |  |
|  |                  | E Lechemia C Perrin          | E Lechemia C Perrin          | 3                | 4                |  |  |            | V Grammatikopoulou A Sisková | V Grammatikopoulou A Sisková | 6                                       | 7                                       |   |   |        |                                      |                                      |        |        |  |
|  | Alt              | M Benoît A Cadanțu-Ignatik   | M Benoît A Cadanțu-Ignatik   | 3                | 5                |  |  | 2          | I Chromačëva V Strachova     | I Chromačëva V Strachova     | 2                                       | 67                                      |   |   |        |                                      |                                      |        |        |  |
|  | 2                | I Chromačëva V Strachova     | I Chromačëva V Strachova     | 6                | 7                |  |  |            |                              |                              |                                         |                                         |   |   |        |                                      |                                      |        |        |  |